# Вербейник
Вербе́йник (лат. Lysimáchia) — род многолетних, реже двулетних или однолетних травянистых растений подсемейства Мирсиновые (Myrsinoideae) семейства Первоцветные (Primulaceae). Ранее род относили к семейству Мирсиновые (Myrsinaceae).

## Название
Научное название рода (Lysimachia) происходит от имени Лисимаха (ок. 361 до н. э. — 281 до н. э.), полководца Александра Великого, а затем правителя Фракии и царя Македонии.
Русское название рода («вербейник») связано со схожестью листьев вербейника обыкновенного (Lysimachia vulgaris) с листьями вербы (под этим названием на Руси обычно понимали различные виды ивы — в том числе иву белую и иву остролистную).

## Ботаническое описание
Представители рода — многолетние, реже двулетние или однолетние травянистые растения.
Стебли могут быть прямостоячие, восходящие либо ползучие.
Листья простые, цельнокрайные, очерёдные, супротивные или мутовчатые.
Цветки белые, розоватые или жёлтые; собраны либо в колосовидно-метельчатые или щитковидно-метельчатые соцветия, либо одиночные (иногда 1—2) в пазухах листьев. Чашечка более или менее пятираздельная; венчик подпестичный, почти колесовидный или колокольчатый, более или менее пятираздельный, с цельнокрайными или зубчатыми долями; тычинок 5; пыльники продолговатые, тупые, иногда острые; завязь округлая или яйцевидная; столбик нитевидный; рыльце головчатое, тупое.
Плод — яйцевидная или шаровидная коробочка.

## Распространение и экология
Представители рода большей части произрастают в Северном полушарии, при этом значительное разнообразие видов наблюдается в Восточной Азии и Северной Америке. Часть видов произрастает в Южной Африке и Южной Америке.

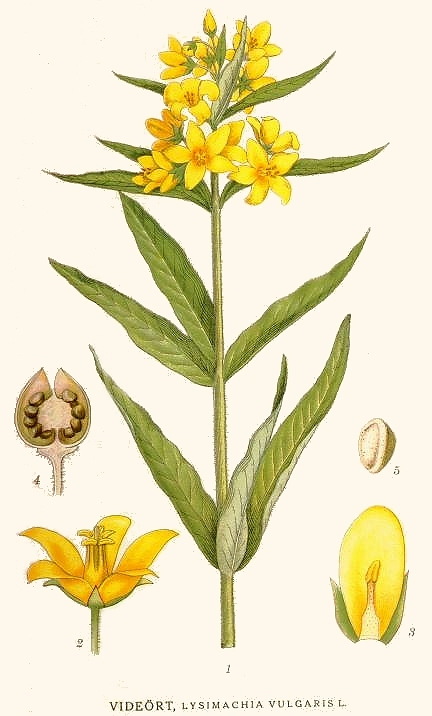
Вербейник обыкновенный..
1 — общий вид цветущего растения, 2 — цветок, 3 — тычинка с лепестком, 4 — плод, 5 — семя

По информации Большой российской энциклопедии, на территории России встречается 8 видов вербейника, растущих большей частью во влажных местах, в том числе на лугах и по берегам водоёмов.

## Значение и применение
В народной медицине при различных кровотечениях и как ранозаживляющее средство применяются вербейники обыкновенный и монетный.
В тибетской медицине применяется трава вербейника даурского.
В традиционной китайской медицине используют вербейники даурский, густоколосый и ландышный (клетровидный).
Вербейник густоколосый: мочегонное, противоотёчное и усиливающее кровоток средство; применяется при энурезе, отёчности; в гинекологии при белях и нарушении (задержках) менструального цикла; наружно используется при гематомах.
Вербейник клетровидный: отмечены те же самые фармацевтические эффекты, кроме того, обладает свойством улучшать пищеварение. Применяется при детской диспепсии. Исследования китайских специалистов 70-80-х годов XX века показали эффективность вида в комплексном лечении некоторых типов опухолевых процессов: опухоли молочных желёз, опухоли щитовидной железы (тирома), тирокарцинома, лимфангинит, лимфосаркоматоз, эзофагокарцинома, рак кардии желудка (всегда в сочетаниях с другими растительными средствами). Народы Китая часто использовали при укусах ядовитых змей.
В отличие от первых двух видов вербейник даурский характеризуется как сосудорасширяющее и седативное средство, используется при гипертонии и хронической бессоннице.
Некоторые виды вербейника содержат дубильные вещества и много аскорбиновой кислоты. Например, в листьях вербейника даурского найдено 0,23 % (0,73 % в сухих листьях) аскорбиновой кислоты.
В гомеопатии применяется эссенция из свежего цветущего растения вербейника монетного.

### Культивирование
Культурные сорта растений в основном требуют влажных почв. У бордюрных видов прямые стебли и белые или жёлтые цветки, расположение которых на стебле зависит от вида. При посадке в почву вносят компост или хорошо перепревший навоз. Размножают растения делением кустов осенью или весной.
Некоторые виды вербейника быстро разрастаются, раз в три года кустики нужно делить и рассаживать, чтоб не заглушить соседние, менее агрессивные растения.
Вербейник монетный (Lysimachia nummularia) с жёлтыми чашевидными цветками обычно выращивают в альпинарии. Чтобы ограничить рост, его стелющиеся стебли после цветения укорачивают. Это растение может быстро затянуть пустующие участки земли, особенно на берегу водоёма.

## Классификация
Род Вербейник — один из 58 родов подсемейства Мирсиновые (Myrsinoideae) семейства Первоцветные (Primulaceae) порядка Верескоцветные (Ericales). Ранее этот род включался в семейство Мирсиновые (Myrsinaceae). В Системе классификации APG III (2009) и более поздних версиях это семейство было упразднено.

### Таксономия
Lysimachia L., 1753, Sp. Pl. : 146
Род Вербейник относится к семейству Первоцветные (Primulaceae) порядка Верескоцветные (Ericales) последовательно входящий в клады Астериды → Суперастериды → Эвдикоты → Цветковые растения. Таксономическая схема в соответствии с Системой APG IV по состоянию на декабрь 2023 года:
|  |                          |  |                                   |                                   |                        |  | еще 21 семейство |              |               |                                                                  |
|  |                          |  |                                   |                                   |                        |  |                  |              |               | 256 подтвержденных видов и 66 видов в статусе "неподтвержденных" |
|  |                          |  |                                   | порядок Верескоцветные            |                        |  |                  |              | род Вербейник |                                                                  |
|  |                          |  |                                   | порядок Верескоцветные            |                        |  |                  |              | род Вербейник |                                                                  |
|  | клада Цветковые растения |  |                                   |                                   | семейство Первоцветные |  |                  |              |               |                                                                  |
|  | клада Цветковые растения |  |                                   |                                   |                        |  |                  |              |               |                                                                  |
|  |                          |  | ещё 63 порядка цветковых растений | ещё 63 порядка цветковых растений |                        |  |                  | еще 57 родов | еще 57 родов  |                                                                  |
|  |                          |  |                                   | ещё 63 порядка цветковых растений |                        |  |                  |              | еще 57 родов  |                                                                  |

### Виды
Некоторые из них:
- Lysimachia atropurpurea L. — Вербейник пурпурный
- Lysimachia barystachys Bunge — Вербейник густоцветковый
- Lysimachia ciliata L. — Вербейник реснитчатый
- Lysimachia clethroides Duby — Вербейник ландышный, или Вербейник клетровидный
- Lysimachia congestiflora Hemsl. — Вербейник скученноцветковый
- Lysimachia davurica Ledeb. — Вербейник даурский
- Lysimachia ephemerum L. — Вербейник эфемерный
- Lysimachia fortunei Maxim. — Вербейник Фортюна
- Lysimachia japonica Thunb. — Вербейник японский
- Lysimachia lanceolata Walt. — Вербейник ланцетный
- Lysimachia nemorum L. — Вербейник дубравный
- Lysimachia nummularia L. — Вербейник монетный, или Вербейник монетчатый, или Луговой чай
- Lysimachia punctata L. — Вербейник точечный
- Lysimachia thyrsiflora L. — Вербейник кистецветный, или Наумбургия кистецветная, или Кизляк
- Lysimachia verticillata Bieb. — Вербейник мутовчатый
- Lysimachia vulgaris L. typus[8] — Вербейник обыкновенный